# Lubec
Lubec és una població dels Estats Units a l'estat de Maine (EUA). Segons el cens del 2000 tenia 1.652 habitants.

## Demografia
Segons el cens del 2000, Lubec tenia 1.652 habitants, 755 habitatges, i 427 famílies. La densitat de població era de 19,2 habitants/km².
Dels 755 habitatges en un 20,1% hi vivien nens de menys de 18 anys, en un 39,9% hi vivien parelles casades, en un 12,3% dones solteres, i en un 43,4% no eren unitats familiars. En el 37,7% dels habitatges hi vivien persones soles el 18% de les quals corresponia a persones de 65 anys o més que vivien soles. El nombre mitjà de persones vivint en cada habitatge era de 2,14 i el nombre mitjà de persones que vivien en cada família era de 2,77.
Per edats la població es repartia de la següent manera: un 20,4% tenia menys de 18 anys, un 6,4% entre 18 i 24, un 23,8% entre 25 i 44, un 26,9% de 45 a 60 i un 22,5% 65 anys o més.
L'edat mediana era de 45 anys. Per cada 100 dones de 18 o més anys hi havia 84,4 homes.
La renda mediana per habitatge era de 20.565 $ i la renda mediana per família de 26.098 $. Els homes tenien una renda mediana de 25.170 $ mentre que les dones 19.375 $. La renda per capita de la població era de 13.081 $. Entorn del 20,3% de les famílies i el 28,8% de la població estaven per davall del llindar de pobresa.